# 谢尔盖·希纳罗维

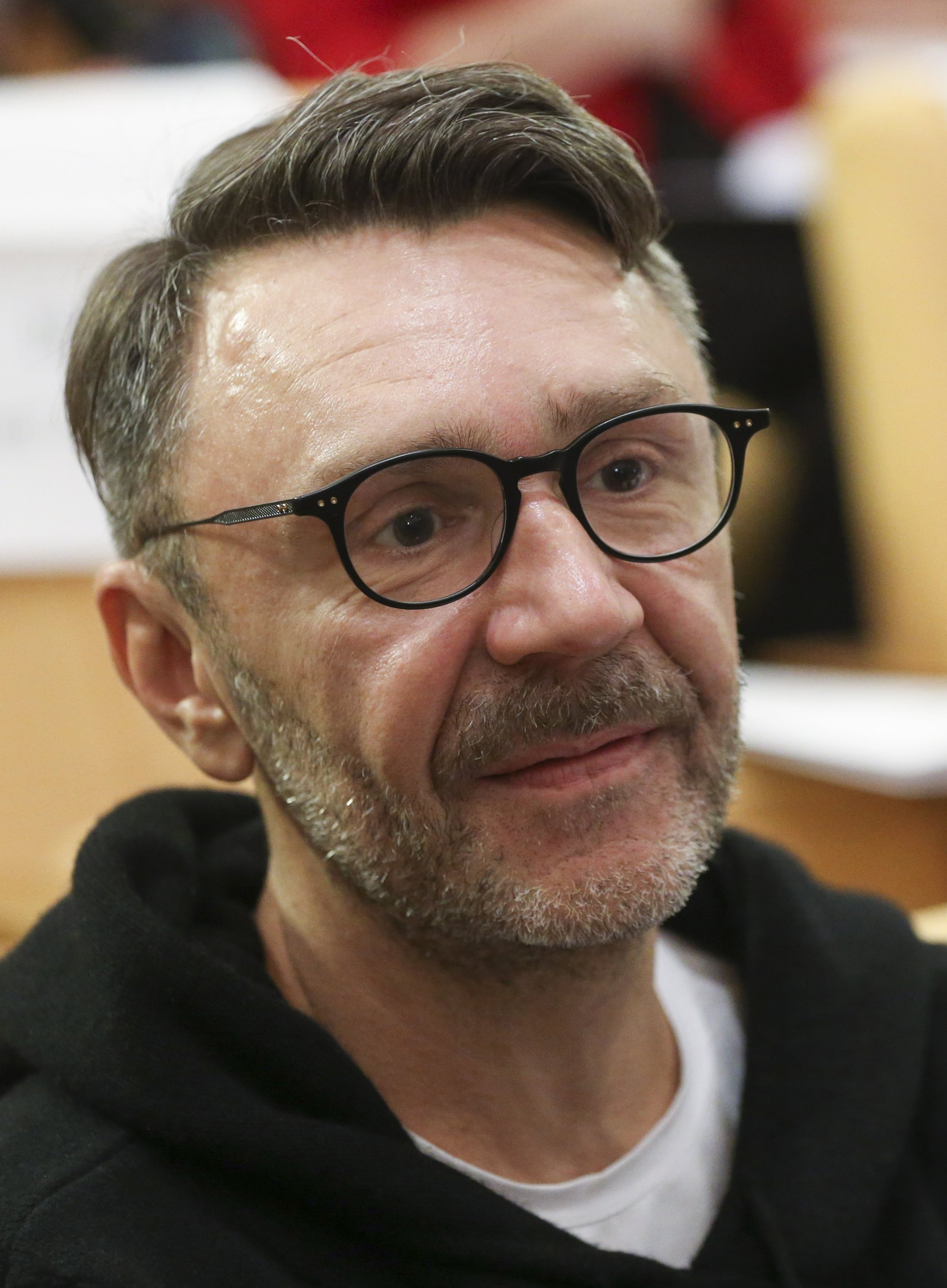
攝於2019年

谢尔盖·弗拉基米罗维奇·希纳罗维（俄语：Серге́й Влади́мирович Шну́ров，1973年4月13日—）是一位俄罗斯音乐家、词曲作家，1997年组建斯卡曲風的朋克搖滾乐队列宁格勒，他在乐队中外号是“弦”。2008-2010年间，乐队逐步解散，希纳罗维在此期间和列宁格勒乐队的其他成员又组建了乐队“Rubl”。
2016年，希纳罗维成為全俄罗斯收入最高的歌手。2017年，他登上俄罗斯版《福布斯》杂志的封面。
2022年俄羅斯入侵烏克蘭后，希纳罗维在YouTube上的一段音乐视频中露面，称在当前环境下，身为一个俄罗斯人就相当于在1944年的德国当个犹太人。